# 753

## Hlavy států
Evropa:
- Papež – Štěpán II.
- Byzanc – Konstantin V. Kopronymos
- Franská říše – Pipin III.
- Anglie
  - Wessex – Cuthred
  - Essex – Svvithred
- První bulharská říše – Sevar